# Ессекібо
Ессекібо — найбільша річка Гаяни. Бере початок на схилах хребта Акараї на крайньому півдні країни. Тече на північ через вологі ліси і савани, довжина 1000 км. Численні водоспади. У середній у нижній течії — острови. Впадає у Атлантичний океан за 21 км північніше Джорджтауна і утворює естуарій шириною до 20 км з численними островами.
За версією Венесуели, територію на лівому березі Ессекібо (понад 60 % території Гаяни) становить венесуельський штат Гаяна-Ессекібо.